# Tanio Koya
Tanio Koya (谷尾 昂也 Tanio Kōya, sinh ngày 29 tháng 5 năm 1992) là một cầu thủ bóng đá người Nhật Bản. Anh thi đấu cho Vanraure Hachinohe.

## Sự nghiệp thi đấu
Tanio Koya gia nhập Kawasaki Frontale năm 2011. Vào tháng 8 năm 2013, anh chuyển đến Gainare Tottori. Vào tháng 7 năm 2014, anh chuyển đến Vonds Ichihara. Từ năm 2015, anh thi đấu cho Matsue City FC (2015), Saurcos Fukui (2016-).

## Thống kê câu lạc bộ
Cập nhật đến ngày 20 tháng 2 năm 2018.
| Thành tích câu lạc bộ | Thành tích câu lạc bộ | Thành tích câu lạc bộ | Giải vô địch | Giải vô địch | Cúp                   | Cúp                   | Cúp Liên đoàn | Cúp Liên đoàn | Tổng cộng | Tổng cộng |
| Mùa giải              | Câu lạc bộ            | Giải vô địch          | Số trận      | Bàn thắng    | Số trận               | Bàn thắng             | Số trận       | Bàn thắng     | Số trận   | Bàn thắng |
| Nhật Bản              | Nhật Bản              | Nhật Bản              | Giải vô địch | Giải vô địch | Cúp Hoàng đế Nhật Bản | Cúp Hoàng đế Nhật Bản | J. League Cup | J. League Cup | Tổng cộng | Tổng cộng |
| --------------------- | --------------------- | --------------------- | ------------ | ------------ | --------------------- | --------------------- | ------------- | ------------- | --------- | --------- |
| 2011                  | Kawasaki Frontale     | J1 League             | 0            | 0            | 0                     | 0                     | 0             | 0             | 0         | 0         |
| 2012                  | Kawasaki Frontale     | J1 League             | 0            | 0            | 0                     | 0                     | 0             | 0             | 0         | 0         |
| 2013                  | Kawasaki Frontale     | J1 League             | 0            | 0            | –                     | –                     | 0             | 0             | 0         | 0         |
| 2013                  | Gainare Tottori       | J2 League             | 2            | 0            | 1                     | 0                     | –             | –             | 3         | 0         |
| 2014                  | Gainare Tottori       | J3 League             | 11           | 0            | 0                     | 0                     | –             | –             | 11        | 0         |
| 2014                  | Vonds Ichihara        | JRL (Kantō)           | 7            | 1            | –                     | –                     | –             | –             | 7         | 1         |
| 2015                  | Matsue City FC        | JRL (Chūgoku)         | 18           | 12           | 2                     | 1                     | –             | –             | 20        | 13        |
| 2016                  | Saurcos Fukui         | JRL (Hokushinetsu)    | 10           | 6            | 1                     | 0                     | –             | –             | 11        | 6         |
| 2017                  | Vanraure Hachinohe    | JFL                   | 21           | 4            | 3                     | 0                     | –             | –             | 24        | 4         |
| Tổng                  | Tổng                  | Tổng                  | 69           | 23           | 7                     | 1                     | 0             | 0             | 76        | 24        |